# Rogóźno (powiat łęczyński)
Rogóźno (spotykana także regionalnie nazwa Rogóżno) – wieś w Polsce, położona w województwie lubelskim, w powiecie łęczyńskim, w gminie Ludwin.
W latach 1975–1998 miejscowość należała administracyjnie do ówczesnego województwa lubelskiego.
Położona nad jeziorem Rogóźno. Na północnym skraju wsi leży drugie jezioro – Łukcze.
Wieś letniskowa z racji położenia nad jeziorami i dogodnego połączenia komunikacyjnego (droga wojewódzka nr  ) tłumnie odwiedzana przez turystów spędzających wolny czas nad wodą.
Wieś stanowi sołectwo gminy Ludwin. Według Narodowego Spisu Powszechnego Ludności i Mieszkań z roku 2011 wieś miała 203 mieszkańców.
Rogóźno jest siedzibą parafii pod wezwaniem św. Wawrzyńca, obejmującej swym zasięgiem miejscowości: Czarny Las, Dąbrowa, Dratów, Kaniwola, Kobyłki, Kosów, Krasne, Krzczeń, Krzywe, Piaseczno, Rozpłucie Pierwsze, Rozpłucie Drugie, Ryczka i Uciekajka.
Znajduje się tu także ośrodek turystyczno-wczasowy Katolickiego Uniwersytetu Lubelskiego Jana Pawła II (nad jeziorem Rogóźno).